# 神奈川県立茅ケ崎西浜高等学校
神奈川県立茅ケ崎西浜高等学校（かながわけんりつ ちがさきにしはまこうとうがっこう）は、神奈川県茅ヶ崎市南湖に所在する公立の高等学校。1980年に設立された。

## 設置学科
- 普通科

## 歴史
- 1979年（昭和54年）9月1日 - 鎌倉湘南方面校設立準備開始
- 1980年（昭和55年）
  - 1月1日
    - 神奈川県立茅ケ崎西浜高等学校設立告示
    - 神奈川県立鶴嶺高等学校校内で開校事務を開始

  - 4月5日 - 第1回入学式を挙行（273名入学）
- 1983年（昭和58年）3月1日 - 第1回卒業式を挙行　271名卒業
- 1990年（平成2年）11月9日 - 創立10周年記念式典挙行
- 2000年（平成12年）11月29日 - 創立20周年記念式典挙行
- 2010年（平成22年）9月28日 - 創立30周年記念式典挙行
- 2021年（令和3年）12月17日 - 創立40周年記念式典挙行（新型コロナ感染症により一年延期して実施）

## 特徴
- 全校生徒はおよそ1200人であり、1学年10学級であり、神奈川県の県立の全日制高等学校としては、平成27年現在までに7校しかない。県内でも最大級のマンモス校である。
- 生徒の約80%が自転車による登校である。だがマナーが悪く評価は芳しくない。
- 2004年より神奈川県内のIT拠点校に指定。
- 2階にある多目的スペース“松の木ホール”は、学校建設時に伐採された松の木の木材が使用されている。
- 茅ヶ崎海岸から国道134号線と松林を隔てた位置に建つ。
- 校歌「松涛の丘」の作曲者である湯山昭は、「あめふりくまのこ」などの童謡をはじめ、器楽、合唱曲など多数の作品をもつ。日本童謡協会の会長。
- 同じ階であっても、小階段が設けられ高低差が1m弱ある場所が存在する。これは、着工の際、元の土地所有者の、出来るだけ松の木々を伐採しないで欲しい、という希望を汲んだためである。このため、建設が可能な土地が限定され、そのような構造に成るに至った。
- 開校当初の制服は男女とも紺のブレザーにえんじ色のネクタイだった。
- 1990年代後半までは、旧茅ヶ崎学区（北陵、鶴嶺、西浜、茅ヶ崎、寒川）で、茅ヶ崎北陵高校、鶴嶺高校に次ぐ中堅校の座を維持していた。
- 上層階の教室からは海を望む。学校の敷地には潮や松の香りが漂う。

## 行事
- 入学式
- 遠足
- 文化祭（西浜祭）
- 海岸清掃
- 体育大会
- 球技大会
- 修学旅行
- 芸術鑑賞会
- 卒業式

## 部活動
- 野球部
  - 第92回全国高等学校野球選手権神奈川大会には第3シードとして出場。主砲の福井駿（3年）とエースの古村徹(２年)を柱に5回戦に進出したが、横浜創学館に2-9で敗れてベスト8進出を逃した。その後、福井は桐蔭横浜大学に進学し、4番打者として第44回明治神宮野球大会に出場するなど活躍した。
  - 第93回全国高等学校野球選手権神奈川大会で4回戦に進出するも桐蔭学園に2-3の惜敗を喫し、二年連続の5回戦進出を逃した。なお、エースだった古村徹はこの年のドラフトにより、横浜DeNAベイスターズに入団した。
- 卓球部
  - 平成初期にはインターハイの常連校としてその名を轟かせ、県内屈指の卓球強豪校として一時代を築いた。
- 吹奏楽部
  - 2022年に東関東大会出場

- 番外
  - 第13回全国高等学校クイズ選手権（高校生クイズ'93）に神奈川県代表として出場

### 運動部
野球部、男子・女子バスケット部、サッカー部、男子・女子バレーボール部、剣道部、柔道部、男子・女子硬式テニス部、卓球部、バドミントン部、ソフトテニス部、ダンス部、陸上部

### 文化部
JRC部、書道部、囲碁将棋部、美術部、合唱部、文芸アニメ研究部、吹奏楽部、茶華道部、映画研究部、演劇部、ESS部、写真部、軽音楽部、調理部、JSC同好会

## 進学実績
2022年度の大学合格者数は、164名（うち既卒者15名）。過去３年間の合格者のうち、GMARCHが２名、成成明学獨國武が4名、日東駒専が43名、公立大学が1名などである。

## 交通
出典 : 
鉄道
- JR東海道線（上野東京ライン・湘南新宿ライン）・相模線茅ケ崎駅よりより徒歩25分

バス
| 乗車駅                | 系統             | 下車停留所            | 運行事業者 |
| --------------------- | ---------------- | --------------------- | ---------- |
| JR東海道本線 茅ケ崎駅 | 茅37             | 「西浜高校」          | ■神奈中    |
| JR東海道本線 茅ケ崎駅 | 茅31・茅35・茅33 | 「団地中央」、徒歩5分 | ■神奈中    |

## 著名な出身者
- 古村徹（元プロ野球選手）2012年3月卒
- 高橋賢次（2012年ロンドン五輪セーリング競技49er級日本代表）01年3月卒
- 村瀬秀信（ライター、コラムニスト）1994年3月卒
- 阿諏訪泰義 - お笑い芸人（うしろシティ）
- 湯川正人（プロサーファー、実業家）